# 매니 앤 로
《매니 앤 로》(영어: Manny & Lo)는 미국에서 제작된 리사 크루거 감독의 1996년 코미디 드라마 영화이다. 스칼릿 조핸슨, 알렉사 팰러디노, 메리 케이 플레이스 등이 출연하였다.

## 출연진
- 스칼릿 조핸슨
- 알렉사 팰러디노
- 메리 케이 플레이스
- 글렌 피츠제럴드
- 폴 길포일
- 노벨라 넬슨